# دون کیلومیناتی: نظریه ۷ روز
| بررسی انتقادی    | بررسی انتقادی |
| منبع             | رتبه‌بندی      |
| ---------------- | ------------- |
| آل‌میوزیک         | [ ۱ ]         |
| انترتینمنت ویکلی | D             |
| MVRemixReview    | 9/10          |
| RapReviews       | 7.5/10        |
| رولینگ استون     | [ ۵ ]         |
| XXL              | [ ۶ ]         |
| Muzik            | [ ۷ ]         |

دون کیلومیناتی: نظریه ۷ روز نام پنجمین و آخرین آلبوم استودیویی رپر آمریکایی توپاک میباشد که تحت نام مستعار ماکاولی دو ماه پس از مرگش به انتشار رسید. این آلبوم فقط در عرض هفت روز تولید شد. اشعار آن فقط در عرض سه روز نوشته و خوانده شد و انجام میکس آن فقط چهار روز زمان برد. آلبوم دون کیلومیناتی: نظریه ۷ روز در اصل قرار بود در ماه مارچ ۱۹۹۷ انتشار یابد، اما به علت مرگ ناگهانی توپاک در ١٣ سپتامبر ۱۹۹۶، شوگ نایت(تهیه کننده اجرایی آلبوم) تصمیم گرفت انتشار آن چهار ماه زودتر انجام شود. تعداد نسخه های فروخته شده این آلبوم تا سال ۲۰۱۳ در آمریکا ۳۰ میلیون نسخه اعلام شده است.

## چگونگی نامگذاری آلبوم
واژه"کیلومیناتی" ترکیبی از دو واژه: "کیل(kill) "و "ایلومیناتی" است که به معنای: "ایلومیناتی را بکش!" است.